# Le Lagon bleu (film, 1949)
Pour les articles homonymes, voir The Blue Lagoon et Le Lagon bleu.
Ne doit pas être confondu avec Le Lagon bleu (film, 1923) ou Le Lagon bleu (film, 1980).
Pour plus de détails, voir Fiche technique et Distribution.
Le Lagon bleu (The Blue Lagoon) est une comédie dramatique britannique coécrite, coproduite et réalisée par Frank Launder, sortie en 1949.

## Synopsis
En 1841, Emmeline Foster et Michael Reynolds, deux jeunes enfants britanniques, sont les survivants d'un naufrage dans le Pacifique Sud. Après des jours à flot, ils sont abandonnés sur une île tropicale luxuriante en compagnie du gentil vieux marin Paddy Button. Finalement, Paddy meurt dans une frénésie ivre, laissant Emmeline et Michael seuls. Ils survivent uniquement grâce à leur ingéniosité et à la générosité de leur paradis lointain...

## Fiche technique
- Titre original : The Blue Lagoon
- Titre français : Le Lagon bleu
- Réalisation : Frank Launder
- Scénario : John Baines, Michael Hogan (en), Frank Launder, d'après le roman The Blue Lagoon de Henry De Vere Stacpoole (1908)
- Décors : Edward Carrick
- Costumes : Elizabeth Hennings
- Photographie : Geoffrey Unsworth
- Montage : Thelma Connell
- Musique : Clifton Parker
- Production : Sidney Gilliat et Frank Launder
- Société de production : Individual Pictures
- Société de distribution : General Film Distributors
- Pays d'origine :  Royaume-Uni
- Langue originale : anglais
- Format : couleur (Technicolor) - 1,37:1
- Genre : comédie dramatique
- Durée : 101 minutes
- Date de sortie :
  - Royaume-Uni : 1er mars 1949 (Londres)
  - France : 22 septembre 1949 (Paris)
- Affiche : Clément Hurel (France)

## Distribution
- Jean Simmons : Emmeline Foster
- Donald Houston : Michael Reynolds
- Susan Stranks : Emmeline enfant
- Peter Rudolph Jones : Michael enfant
- Noel Purcell : Paddy Button
- James Hayter : Docteur Murdoch
- Cyril Cusack : James Carter
- Nora Nicholson : Mrs. Stannard
- Maurice Denham : le commandant du bateau
- Philip Stainton : Mr Ansty

## Production
Ce Lagon bleu de Frank Launder est un remake du vieux film muet en noir et blanc du même titre réalisé par W. Bowden et produit Dick Cruickshanks en 1923, avec Molly Adair et Arthur Pusey.
Le tournage a lieu à Yasawa des Îles Fidji et dans un des Pinewood Studios à Iver dans le Buckinghamshire.

## Accueil
Le Lagon bleu sort le 1er mars 1949 à Londres et devient le septième film le plus populaire au box-office britannique de l'année.

## Réadaptations
Le réalisateur Randal Kleiser réalise sa propre version, avec Brooke Shields et Christopher Atkins, au grand écran en 1980, ainsi que Retour au lagon bleu (Return to the Blue Lagoon) de William A. Graham en 1991, avec Milla Jovovich et Brian Krause, s’agissant de la suite de ce dernier film.